# 優しくも愛らしき
優しくも愛らしき、（やさしくもあいらしき、O Jesulein süß, O Jesulein mild!）、は、クリスマスの讃美歌、クリスマス・キャロル。
シェメッリ賛美歌集に収録。ヨハン・ゼバスティアン・バッハのBWV.493。題名の翻訳は、「おお、うるわしいイエス様」、「おおいとしきみどり児、やさしきイエス」など。讃美歌 (1954年版)110番。歌詞はValentin Thilo（1607-1662）。

## ドイツ語歌詞
1.O Jesulein süß, O Jesulein mild!

Dein's Vaters Will'n hast du erfüllt,

Bist kommen aus dem Himmelreich,

uns armen Menschen worden gleich,

O Jesulein sus, o Jesulein mild!

2.O Jesulein süß, o Jesulein mild!

Dein's Vaters Zorn hast du gestellt,

du zahlst für uns all unser Schuld

und bringst uns in dein's Vaters Huld,

O Jesulein süß, o Jesulein mild!

## 日本語
1.おお、愛しいイエス様、優しいイエス様。

父なる神の御旨により、

天からくだられ、貧しい人となられました。

2.おお、愛しいイエス様、優しいイエス様。

父なる神の怒りをなだめるため、

私どもの贖いの代価となられました。